# 国司有相
国司 有相（くにし ありすけ）は、戦国時代の武将。毛利氏の家臣。国司有純の子。

## 生涯
国司有純の子で、毛利豊元の娘を母としたため、毛利家の一門的扱いを受けた。また実務能力に秀でていたため、井上元景らとともに奉行として毛利家中を取り仕切った。明応8年（1499年）に安芸国内で反乱を起こした温科国親との戦いでは首一つを討ち取る戦功を挙げ、大内義興の上洛においては毛利興元に従い、永正8年（1511年）の船岡山合戦でも戦功を挙げたことで、興元から安芸国高田郡吉田村秋貞の地を与えられた。
毛利弘元、毛利興元、毛利幸松丸に奉行として仕え、毛利元就の宗家相続の際には、井上元景と共に宿老15人の連署状を毛利元就に届ける使者を務め、福原広俊や志道広良らと共に毛利元就の宗家の家督相続の中心的役割を担った。元就の家督相続における功績と、父の有純が元就の幼少より後見役を務めていたことから、粟田口国久の銘の小脇差を与えられている。
享禄5年（1532年）7月13日に毛利氏の家臣団32名が、互いの利害調整を毛利元就に要請した起請文において、有相は15番目に「国司飛騨守有相」と署名している。
天文11年（1542年）5月2日に死去し、嫡男の元相が後を継いだ。
後に元就はかつて自分を支えてくれた家臣の一人に有相の名を挙げている。その他、有相と共に名前を挙げられているのは志道広良、井上有景、井上俊久、井上俊秀、粟屋元国、国司有純。